# تپه شایین
تپه شایین مربوط به دوره سلجوقیان است و در شهرستان ابهر، بخش سلطانیه، دهستان سلطانیه روستای ارجین واقع شده و این اثر در تاریخ ۲۶ دی ۱۳۸۶ با شمارهٔ ثبت ۲۰۵۳۵ به‌عنوان یکی از آثار ملی ایران به ثبت رسیده است.